# So (álbum)
So, es el quinto álbum como solista del cantautor británico Peter Gabriel y el primero en tener un nombre propio. Lanzado el 19 de mayo de 1986, fue producido por Daniel Lanois. El álbum ha sido un éxito de público, convirtiéndose en el mayor éxito comercial en la carrera de Gabriel. Asimismo, es considerado el álbum más accesible en la carrera del músico británico.

## Lista de canciones
Todas las canciones compuestas por Peter Gabriel, salvo donde está indicado
| N.º | Título                                                                                                | Duración |  |
| 1.  | «Red Rain»                                                                                            | 5:39     |  |
| 2.  | «Sledgehammer_(canción_de_Peter_Gabriel)»                                                             | 5:12     |  |
| 3.  | «Don't Give Up» (Con Kate Bush)                                                                       | 6:33     |  |
| 4.  | «That Voice Again» (Compositores: Gabriel, David Rhodes)                                              | 4:53     |  |
| 5.  | «Mercy Street»                                                                                        | 6:22     |  |
| 6.  | «Big Time»                                                                                            | 4:28     |  |
| 7.  | «We Do What We're Told (Milgram's 37)»                                                                | 3:22     |  |
| 8.  | «This Is the Picture (Excellent Birds)» (Con Laurie Anderson. Compositores: Laurie Anderson, Gabriel) | 4:25     |  |
| 9.  | «In Your Eyes»                                                                                        | 5:27     |  |

## Recepción
La revista Rolling Stone, a través de su crítico Tim Holmes, describió al álbum como “un disco de considerable complejidad emocional y sofisticación musical” y se congratuló de que el álbum haya ayudado a la exposición de Gabriel a la música pop comercial. A su vez, el The New York Times, escribió en su crítica: “Solo este puñado de músicos de rock occidentales han logrado utilizar ritmos e instrumentos exóticos con tanto ingenio y convicción”. Jon Pareles también alabó su voz, que describe como “granulada, pero no de blues, sin edad y sin alegría, como la voz de algún viejo marinero relatando desastres pasados”.
Los Angeles Times (Terry Atkinson), vio el álbum como “una increíble variedad de tonos, estados de ánimo y temáticas y una poderosa y consistente forma de expresión”. Aunque no le gustó “Big Time”, Atkinson concluye que “So” es “un gran disco, posiblemente el mejor de Gabriel”.
“So” alcanzó el número uno en siete países, incluyendo el Reino Unido, donde se convirtió en el segundo álbum de Gabriel en alcanzar la primera posición.

## Personal
- Peter Gabriel: Voz, Piano, Teclados, Percusiones
- David Rhodes, Daniel Lanois, Nile Rodgers, Bill Laswell: Guitarras
- Tony Levin, Jerry Marotta, Larry Klein: Bajo
- Stewart Copeland, Manu Katché: Batería, Percusiones
- Kate Bush: Voz en tema 3
- Laurie Anderson: Voz en tema 9
- Youssou N´Dour: Voz en tema 5
- L Shankar: Violín